# Menzel Horr
Menzel Horr (àrab: منزل حر, Manzil Ḥurr) és un poble del nord-est de Tunísia, situat al sud-est de la península del cap Bon, a la governació de Nabeul. El seu municipi comprèn 550 hectàrees on residien 5.243 persones el 2014. Menzel Horr se caractérise par son patrimoine naturel et artisanal : l'architecture est de style vernaculaire capbonais et ses principales caractéristiques se manifestent sous forme de murs épais et massifs et de toitures en forme de voûtes croisées.

## Economia
Les seves principals activitats econòmiques són l'agricultura, la indústria tèxtil i la cistelleria artesanal. La cistelleria tradicional, feta amb fulles entrellaçades de margalló, és un dels atractius de la vila. Així mateix, el poble és un dels més importants productors de bitxos de la regió, i al juliol organitza el Festival del bitxo.

## Administració
Forma una municipalitat o baladiyya, amb codi geogràfic 15 19 (ISO 3166-2:TN-12). La municipalitat fou creada per decret el 23 d'abril de 1985.
Al mateix temps, constitueix un sector o imada (codi geogràfic 15 55 57) de la delegació o mutamadiyya de Menzel Temime (15 55).